# Jürgen Ehlers
Jürgen Ehlers (en idioma alemán [ˈjʏʁɡŋ̩ ˈeːlɐs]; Hamburgo, 29 de diciembre de 1929 – Potsdam, 20 de mayo de 2008) fue un físico alemán que contribuyó a la comprensión de la teoría de la relatividad general de Albert Einstein. Después de su labor como de graduado y posgraduado en el grupo de investigación de la relatividad de Pascual Jordan en la Universidad de Hamburgo, ocupó diversos puestos como profesor antes de unirse al Instituto Max Planck de Astrofísica en Múnich como director. En 1995, fue nombrado director fundador del recién creado Instituto Max Planck para la Física Gravitacional en Potsdam.
La investigación de Ehlers se centró en los fundamentos de la relatividad general, así como en aplicaciones de la teoría a la astrofísica. Formuló una clasificación adecuada de soluciones exactas a las ecuaciones de campo de Einstein y probó el Teorema de Ehlers–Geren–Sachs, que justifica la aplicación de modelos simples, generales y relativistas de universos a la moderna cosmología. Creó una descripción orientada en el espacio-tiempo de las lentes gravitacionales y clarificó la relación entre los modelos formulados en el marco de la relatividad general y los formulados dentro de la gravedad newtoniana. Además, Ehlers mostró un gran interés por la historia y la filosofía de la física y fue un ferviente divulgador de la ciencia.

## Biografía

### Primeros años
Jürgen Ehlers nació en Hamburgo. Asistió a la escuela pública entre 1936 y 1949, después comenzó a estudiar física, matemáticas y filosofía en la Universidad de Hamburgo desde 1949 hasta 1955.
En invierno de 1955-1956, pasó la prueba de acceso a profesor, sin embargo no ejerció como tal, si no que realizó una investigación de postgrado con Pascual Jordan, que fue el revisor de su tesis. El trabajo doctoral de Ehlers trataba sobre la construcción y caracterización de soluciones de las ecuaciones de campo de Einstein. Obtuvo su doctorado en física en la Universidad de Hamburgo en 1958. Antes de la llegada de Ehlers, la investigación principal del grupo Jordan había sido dedicada a la modificación del tensor escalar de relatividad general que más tarde pasó a ser conocida como la Teoría Jordan-Brans-Dicke. Esta teoría se diferencia de la relatividad general en que la constante gravitacional es substituida por un campo variable. Ehlers contribuyó decisivamente a que el grupo cambiara el foco de investigación a la estructura y la interpretación de la teoría original de Einstein. Entre los otros miembros del grupo estaban Wolfgang Kundt, Rainer K. Sachs y Manfred Trümper. Tenían una relación cercana con Otto Heckmann y su estudiante Engelbert Schücking en Hamburger Sternwarte, el observatorio de la ciudad. Algunos de los invitados al coloquio eran Wolfgang Pauli, Joshua Goldberg y Peter Bergmann.
En 1961, como asistente de Jordan, Ehlers se habilitó como profesor y se mantuvo en ese trabajo y en una posición de investigación en Alemania y EE. UU., específicamente en la Universidad de Kiel, Syracuse y en la Universidad de Hamburgo. Entre 1965 y 1971 mantuvo varias posiciones en el grupo Alfred Schild en la Universidad de Texas en Austin, comenzando como profesor asociado y, en 1967, como profesor a tiempo completo. Durante ese período, estuvo en contacto con catedráticos de universidades de Würzburg y Bonn.

### Múnich
En 1970, Ehlers recibió una oferta del instituto Max Planck de física y astrofísica en Múnich como director del departamento de la teoría gravitacional. Ehlers fue sugerido por Ludwig Biermann, el director del instituto en ese momento. Trabajando allí en 1971, pasó a ser profesor adjunto en la Universidad Ludwig Maximilian de Múnich. En marzo de 1991 el instituto se dividió en Instituto Max Planck de Física e Instituto Max Planck de Astrofísica, donde se incluyó el departamento de Ehlers. Durante los 24 años de su estancia allí, en su grupo de investigación constaban, entre otros, Gary Gibbons, John Stewart y Bernd Schmidt, así como científicos visitantes como Abhay Ashtekar, Demetrios Christodoulou y Brandon Carter. Uno de los estudiantes postdoctorales de Ehlers en Múnich era Reinhard Breuer, que más tarde se hizo el redactor jefe de Spektrum der Wissenschaft, la edición alemana de la popular revista científica Scientific American.

### Potsdam
Cuando las instituciones alemanas de ciencia se reorganizaron después de la reunificación de Alemania en 1900, Ehlers ejerció presión para que se creara un instituto de la Sociedad Max Planck dedicado a la investigación de la teoría gravitacional. El 9 de junio de 1994, la sociedad decidió abrir el instituto Max Planck de física gravitacional en Potsdam, que comenzó a ser operativo el 1 de abril de 1995, con Ehlers como director fundador y como líder del departamento de fundamentos y matemáticas de la relatividad general. Ehlers supervisó entonces la fundación de un segundo departamento de investigación de ondas gravitacionales, dirigido por Bernard F. Schutz.
El 31 de diciembre de 1998, Ehlers se retiró y fue nombrado director emérito.

## Investigaciones
Las investigaciones de Ehlers estaban en el campo de la relatividad general. En particular, hizo contribuciones en cosmología, en la teoría de lentes gravitacionales y ondas gravitacionales. Su principal preocupación era la clarificación de la estructura matemática de la relatividad general y sus consecuencias, separando pruebas rigurosas de conjeturas heurísticas.

### Soluciones exactas
Para su tesis doctoral, Ehlers profundizó en una pregunta que fue el eje central de su investigación. Buscó soluciones exactas a las ecuaciones de Einstein: modelos de universos compatibles con las leyes de la relatividad general que son bastante simples para tener una descripción explícita en cuenta en términos de expresiones básicas matemáticas. Estas soluciones exactas juegan un papel clave cuando hay que elaborar modelos generales relativistas de situaciones físicas. Sin embargo, la relatividad general es una teoría completamente covariante, sus leyes son las mismas, independientemente de cuáles son las coordenadas escogidas para describir una situación dada. Una consecuencia directa es que dos soluciones exactas aparentemente diferentes podrían corresponder al mismo modelo del universo, distinguiéndose únicamente en sus coordenadas. Por lo tanto, Ehlers comenzó a buscar métodos útiles de caracterizar soluciones exactas invariantes, esto quiere decir, que no dependen de la elección de las coordenadas. Con el fin de realizar su trabajo, buscó el modo de describir las propiedades de la geometría intrínseca de las soluciones exactas conocidas.
Durante la década de los 60, siguiendo su tesis doctoral, Ehlers publicó una serie de artículos de los cuales uno, ha sido en colaboración con amigos de un grupo de Hamburgo, pasando después empezó a conocerse como “Hamburg Biblie”. El primer artículo, escrito con Jordan y Kundt, es un tratado acerca de cómo caracterizar soluciones exactas con las ecuaciones del campo de Einstein de una forma sistemática. El análisis presentado allí utiliza herramientas de geometría diferencial como en la clasificación de Petrov de la curvatura de Weyl (es decir, aquellas partes del tensor de curvatura que describen la curvatura del espacio-tiempo que no son regidas por las ecuaciones de Einstein), grupos de simetría y transformaciones conformes. Este trabajo también incluye la primera definición y clasificación de las ondas-pp, una clase de ondas gravitacionales simples. 
Los siguientes artículos tratan de la radiación gravitacional (uno con Sachs, el restante con Trümper). El trabajo con Sachs estudia, entre otras cosas, soluciones del vacío con propiedades algebraicas especiales, usando el formalismo de campos de espin de dos componentes. Además, también proporciona una exposición sistemática de las propiedades geométricas de haces (en términos matemáticos: congruencia) de rayos luminosos. La geometría del espacio-tiempo puede influir en la propagación de la luz, haciendo que se converja o se diverja una con respecto a la otra, o deformando los haces de luz que cruzan esa sección si cambiar su área. El artículo formaliza estos posibles cambios en el haz en cuanto a la expansión de los haces (convergencia/divergencia), y la torsión y corte (deformación conservadora del área perteneciente a la sección transversal), relacionando aquellas propiedades a la geometría del espacio-tiempo. El resultado es el Teorema Ehlers-Sachs-Geren describiendo las propiedades de las sombras producidas por un haz estrecho de luz el cual encuentra a su camino un objeto opaco. Las herramientas desarrolladas en este trabajo resultarían esenciales para el descubrimiento de Roy Kerr (métrica de Kerr), describiendo un agujero negro rotante, una de las más importantes soluciones exactas.
El último de estos artículos científicos seminales abordó el tratamiento de la teoría general de la relatividad de la mecánica de los medios continuos. Por útil que sea la idea de una masa puntual en física clásica, en la relatividad general, tal concentración idealizada de masa en un punto concreto del espacio ni siquiera está bien definida. Es por eso que la hidrodinámica relativista, es decir, el estudio de los medios continuos, es una parte fundamental de la construcción de modelos en relatividad general. El artículo describe sistemáticamente los conceptos básicos y modelos en los que el editor de la revista General Relativity and Gravitation, con ocasión de publicar una traducción al inglés 32 años después de la fecha original de publicación, calificó como “uno de los mejores análisis de esta área”.
Otra parte de la investigación de Ehlers en su tesis acerca de las soluciones exactas llevó a un resultado que más tarde adquirió relevancia. En el momento en el que comenzó su investigación para la tesis doctoral, la edad de oro de la relatividad general aún no había comenzado y las propiedades y conceptos básicos de los agujeros negros aún no se entendían. En el trabajo que le condujo a su tesis doctoral, Jürgen Ehlers demostró importantes propiedades de la superficie que rodea un agujero negro que más tarde se identificaría como horizonte, en particular que el campo gravitacional interior no puede permanecer estático, pero debe cambiar con el tiempo. Un ejemplo simple es el “puente de Einstein-Rosen”, o el agujero negro de Schwarzschild que forma parte de la solución de Schwarzschild que describe un agujero negro idealizado, esféricamente simétrico: el interior del horizonte alberga un puente, como una conexión que cambia en el tiempo, colapsándose lo suficientemente rápido como para evitar a cualquier viajero espacial el viajar a través del agujero de gusano. 

### Grupo Ehlers
En física, dualidad significa que existen dos descripciones equivalentes de una situación física particular, utilizando conceptos físicos diferentes. Es un caso especial de simetría física, es decir, un cambio que conserva las características de un sistema físico. Un ejemplo de dualidad es la que ocurre entre el campo eléctrico E y el campo magnético B electrodinámico: en ausencia completa de cargas eléctricas, la sustitución E → -B,B → E deja las ecuaciones de Maxwell invariantes. Cada vez que un par particular de expresiones para  B y E se ajustan a las leyes de la electrodinámica, cambiar las dos expresiones que rodean y añadir un signo menos a la nueva B  es también válido.
En su tesis doctoral, Ehlers señaló una simetría de dualidad entre diferentes componentes de la métrica del vacío espacio-tiempo inmóvil, que traza un mapa de las soluciones de las ecuaciones del campo de Einstein . Esta simetría entre la componente-tt de la métrica, la cual describe el tiempo medido por relojes cuyas coordenadas espaciales no cambian, y el término conocido como potencial de giro es análogo a la ya mencionada dualidad entre E and B.
La dualidad descubierta por Ehlers fue más tarde expandida a una simetría mayor que corresponde al grupo lineal especial {\displaystyle SL(2)}. Este grupo de simetría más grande se ha conocido desde entonces como grupo Ehlers. Su descubrimiento llevó a generalizaciones adicionales, notablemente el grupo de Geroch de la dimensión infinita (el grupo de Geroch es generado por dos subgrupos que no conmutan, uno de ellos es el grupo de Ehlers). Estas simetrías llamadas ocultas desempeñan un papel importante en la reducción de Kaluza-Klein tanto de la relatividad general y sus generalizaciones, como la supergravedad de once dimensiones. Otras aplicaciones incluyen su uso como una herramienta en el descubrimiento de soluciones previamente desconocidas y su papel en una prueba de que las soluciones en el caso axi-simétrico estacionario forman un sistema integrable.

### Cosmología

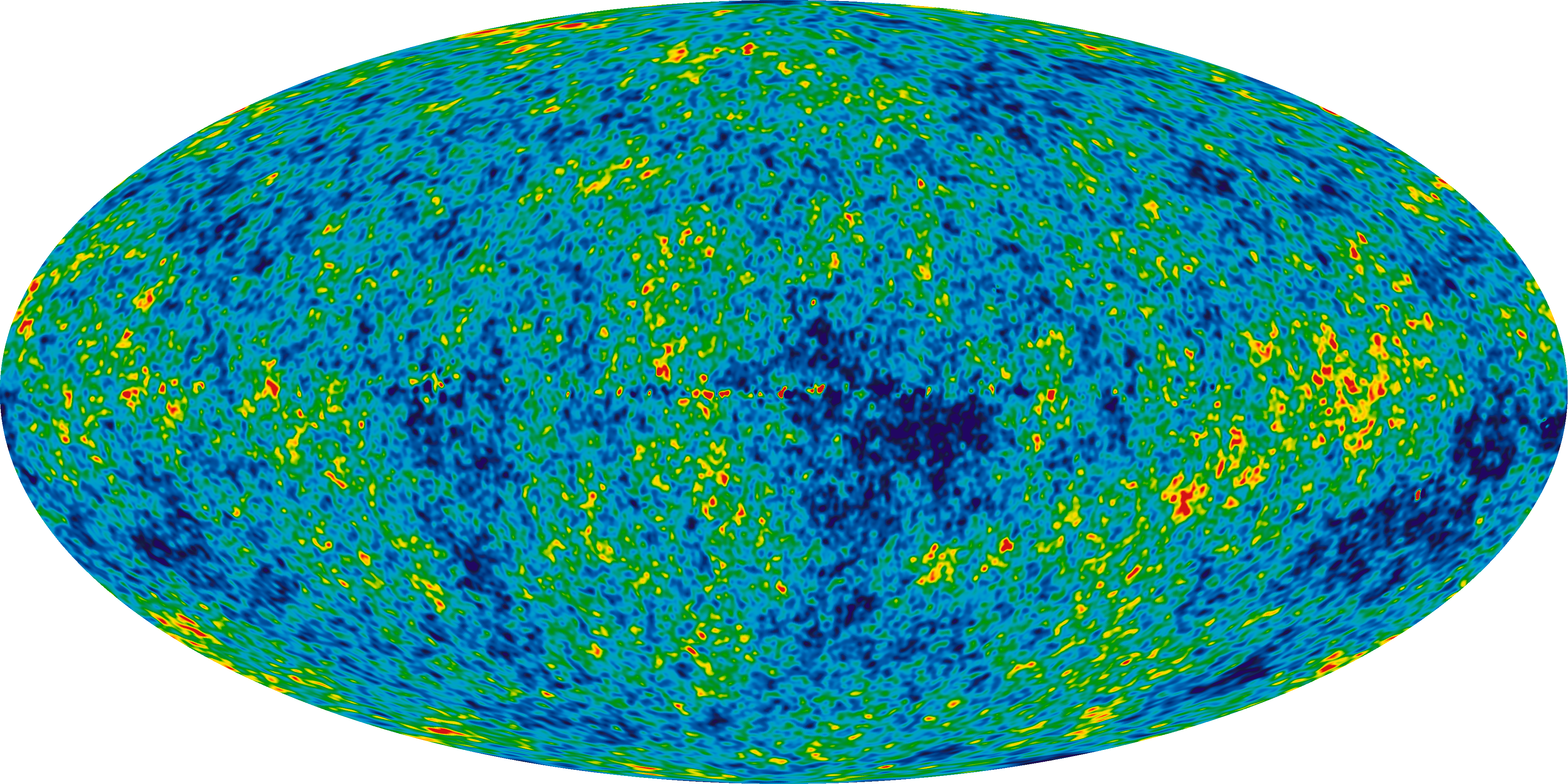
Las inhomogeneidades en la temperatura de la radiación cósmica de fondo registrada en esta imagen de la sonda de satélite WMAP ascienden a no más de 10^{−4} Kelvin.

El teorema de Ehlers-Geren-Sachs, publicado en 1968, nos muestra que en un universo dado, si todos los observadores en caída libre miden la radiación cósmica de fondo, para que tengan exactamente las mismas propiedades en todas las direcciones (es decir, que midan la radiación de fondo de forma isotrópica), entonces ese universo es un isotrópico y homogéneo espacio-tiempo de Friedmann-Lemaître. La isotropía y homogeneidad cósmica son importantes ya que son la base del modelo estándar de cosmología actual.

### Conceptos fundamentales en la relatividad general
En la década de 1960, Ehlers colaboró con Felix Pirani y Alfred Schild en un enfoque constructivo-axiomático de la relatividad general: una forma de derivar la teoría a partir de un conjunto mínimo de objetos elementales y un conjunto de axiomas especificando las propiedades de estos objetos. Los ingredientes básicos de su acercamiento son conceptos primitivos como un suceso, un rayo de luz, una partícula y otra de caída libre. Al comienzo, el espacio-tiempo es un mero conjunto de eventos, sin ninguna estructura adicional. Ellos postularon las propiedades básicas de la luz y la libre caída de las partículas como axiomas, y con su ayuda construyeron la topología diferencial, la geometría conforme y, finalmente, la estructura métrica del espacio-tiempo, que es: la noción de cuando dos eventos están cerca uno del otro, el papel de los rayos de luz en la unión de acontecimientos, y una noción de la distancia entre los eventos. Los pasos clave para la construcción corresponden a mediciones idealizadas, tales como el rango estándar que se encuentra usado en el radar. El último paso derivó de las ecuaciones de Einstein del conjunto más débil posible de axiomas adicionales. El resultado es una formulación que identifica claramente los supuestos que subyacen a la relatividad general.
En la década de 1970, en colaboración con Ekkart Rudolph, Ehlers abordó el problema de los cuerpos rígidos en la relatividad general. Los cuerpos rígidos son un concepto fundamental en la física clásica. Sin embargo, el hecho de que por definición sus distintas partes se muevan simultáneamente es incompatible con el concepto relativista de la velocidad de la luz como una velocidad límite para la propagación de señales y otras influencias. Mientras, ya en 1909, Max Born había establecido una definición de rigidez que era compatible con la física relativista, su definición depende de suposiciones que no están satisfechas en un espacio-tiempo-general, y son así demasiado restrictivas. Ehlers y Rudolph generalizaron la definición de Born a otra más fácilmente aplicable que denominaron “pseudo-rigidity”, la cual representa una aproximación más satisfactoria a la rigidez de la física clásica.

### Lente gravitacional

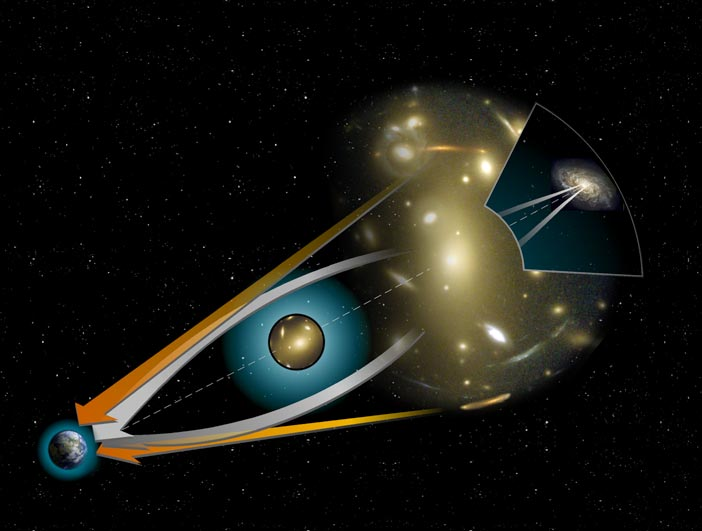
La mayoría de los modelos astrofísicos del sistema de lente gravitacional hace uso de la aproximación quasi-Newtoniana.

Con Peter Schneider, Ehlers se lanzó a un profundo estudio de los fundamentos de la lente gravitacional. Uno de los resultados de este trabajo fue una monografía en 1992 con Schneider y Emilio Falco. Esto fue la primera exposición sistemática del tópico que incluía tanto los fundamentos teóricos como los resultados de observaciones. Desde el punto de vista de la astronomía, la lente gravitacional suele ser descrita usando una aproximación casi Newtoniana—suponiendo que el campo gravitatorio es pequeño y la desviación de los ángulos es insignificante— la cual es perfectamente suficiente para la mayoría de las situaciones de la relevancia astrofísica. Por el contrario, la monografía desarrolló una descripción rigurosa y completa de la lente gravitacional desde una completa perspectiva relativista espacio-temporal. Esta característica del libro jugó un papel principal en su recepción positiva de larga duración. En los años siguientes, Ehlers continuó sus investigaciones en la propagación de los haces de luz un es espacio-tiempo arbitrario.

### Teoría de marcos y gravitación Newtoniana
Una derivación básica del límite Newtoniano de la relatividad general es tan antigua como la teoría misma. Einstein lo usó para extraer predicciones como la precesión anómala del perihelio del planeta Mercurio. El trabajo posterior por Élie Cartan, Kurt Friedrichs y otros mostró más concretamente cómo una generalización geométrica de la teoría de la gravedad de Newton conocida como Newton–Cartan theory que podría ser entendida como un límite (degenerado) de la relatividad general. Esto requería dejar un parámetro específico λ tender a cero. Ehlers extendió este trabajo desarrollando una teoría del marco que permitió construir el límite de Newton-Cartan, y de una manera matemáticamente precisa, no solo para las leyes físicas, sino para cualquier espacio-tiempo que obedezca estas leyes (es decir, soluciones de las ecuaciones de Einstein). Esto permitió a los físicos explorar qué significaba el límite Newtoniano en situaciones físicas específicas. Por ejemplo, la teoría del marco puede ser usada para enseñar que el límite Newtoniano de un agujero negro de Schwarzschild es un simple punto material. Además, permite versiones Newtonianas de soluciones exactas como los modelos de Friedmann-Lemaître o el universo de Göel para ser construido. Desde su comienzo, las ideas de Ehlers introducidas en el contexto de su teoría del marco han encontrado aplicaciones importantes en el estudio del límite Newtoniano de la relatividad general y de la Post-Newtonian expansion, donde la gravedad Newtoniana es complementada por 1/c^{2}para acomodar los efectos relativistas.
La relatividad general no es lineal: las influencias gravitatorias de dos masas no es sólo la suma de las fuerzas gravitatorias de cada masa, como ocurría en la gravedad de Newton. Ehlers participó en la discusión de cómo la back-reaction de la radiación gravitacional en los sistemas irradiados podría ser sistemáticamente descrita en una teoría no lineal como la relatividad general, señalando que la estándar quadrupole fórmula del flujo de energía para los sistemas como el pulsar binario no había (aún) sido rigurosamente extraído: a priori, una extracción exige la integración de términos más grandes y ordenados de lo que comúnmente eran asumidos, más altos de lo que fueron calculados hasta entonces.
Su trabajo en el límite Newtoniano, particularmente en las soluciones cosmológicas, permitió a Ehlers, junto con su antiguo estudiante doctoral Thomas Buchert, hacer un estudio sistemático de las perturbaciones y deshomogeinades en un cosmos Newtoniano. Esto puso el trabajo preliminar para la generalización posterior de Buchert de este tratamiento de deshomogeinades. Estas generalizaciones fueron las bases de su intento de explicar que es actualmente visto como los efectos cósmicos de la constante cosmológica o, en el lenguaje actual, agujero negro, como una consecuencia no lineal de deshomogeinades en la cosmología de la relatividad general.

### Historia y filosofía de la física
Complementando su interés en los fundamentos de la relatividad general y, más generalmente, de física, Ehlers investigó la historia de la física. Hasta su muerte, colaboró en un proyecto sobre la historia de la teoría cuántica en el Instituto Max Planck de Historia de la Ciencia en Berlín. En particular, exploró las contribuciones iniciales de Pascual Jordan para el desarrollo de la teoría cuántica de campos entre 1925 y 1928. A lo largo de su carrera, Ehlers tenía interés en las bases filosóficas y las implicaciones de la física, además contribuyó a la investigación de este tema dirigiendo preguntas como el estado básico de conocimiento científico en la física.

### Popularización de la ciencia
Ehlers mostró un profundo interés en alcanzar a una audiencia general. Era un conferenciante público, en universidades y también en lugares como Urania en Berlín. Escribió populares artículos científico, incluyendo contribuciones a diarios de audiencia general como el Bild der Wissenschaft. Corrigió una recopilación de artículos sobre la gravedad, para la edición alemana de Scientific American. Ehlers se dirigió a los profesores de física en charlas y en artículos de revistas sobre la enseñanza de la relatividad y las ideas básicas relacionadas, como las matemáticas en el lenguaje de la física.

## Premios y honores
Ehlers se convirtió en miembro de la Berlin-Brandenburg Academy of Sciences and Humanities (1993), de la Akademie der Wissenschaften und der Literatur, Mainz (1972), de la Leopoldina in Halle (1975) y de la Bavarian Academy of Sciences and Humanities in Munich (1979). 
Entre 1995 y 1998, fue el presidente de la International Society on General Relativity and Gravitation. Además recibió en 2002 el Max Planck Medal de la German Physical Society, en 2005 el Volta Gold Medal of Pavia University y en 2007 la medalla de la Faculty of Natural Sciences of Charles University.
En 2008, la International Society on General Relativity and Gravitation fundó el "Jürgen Ehlers Thesis Prize" en conmemoración a Ehlers. Fue patrocinado por la editorial científica Springer y es un premio trienal, en la conferencia internacional de la sociedad, a la mejor tesis doctoral en las áreas de la relatividad general matemática y numérica.

### Jürgen Ehlers Thesis Prize
El Jürgen Ehlers Thesis Prize es un premio que fue creado en 2008 por la sociedad en memoria de Jürgen Ehlers. Es patrocinado por Springer en honor de Ehlers, con quien tenía una larga relación; Springer es responsable de la edición del diario de la Sociedad " la Relatividad General y la Gravitación " y el premio cubre las áreas de relatividad matemática y numérica general y gravitación. Se entrega durante las conferencias trianuales internacionales de la Sociedad a la mejor tesis de doctoral en Filosofía en las áreas de relatividad matemática y numérica general.

## Publicaciones
- Born, Max (1962).  Ehlers, Jürgen; Pössel, Markus, eds. Die Relativitatstheorie Einsteins. p. 501. ISBN 9783642554599.
  - El desarrollo estático de la teoría de la relatividad hasta nuestros días se basa en las ondas gravitacionales y los agujeros negros, en los recientes desarrollos de la cosmología, en la teoría de la gravitación cuántica y en los numerosos experimentos refinados que han confirmado la validez de la teoría de Einstein con cada vez mayor precisión. De este modo, este libro sigue es uno de los tramos más inmediatos a la teoría de la relatividad sobre una comprensión más amplia de la ciencia puramente popular.
- Weyl, Hermann; Ehlers, Jürgen (1988). Raum . Zeit . Materie: Vorlesungen Uber Allgemeine Relativitatstheorie. p. 349. ISBN 9783642783654.
  - Este libro es una recopilación básica de la teoría moderna del estudio del espacio-tiempo de Hermann Weyls siendo la primera presentación general sistemática de la relatividad especial y general, incluyendo el estudio la de la matemática asociada.
- Maurel, Agnes (2000).  Ehlers, Jürgen; Hepp, Klaus; Arwed, Hans, eds. Vortex Structure and Dynamics: Lectures of a Workshop Held in Rouen, France, April 27 28, 1999. p. 319. ISBN 9783540445357.
  - El objetivo de este libro es presentar el estado y resumir los avances más recientes en la estructura y dinámica de los vórtices. Este tema ha hecho recientemente un notable progreso, sobre todo gracias a los estudios de la turbulencia, en los que se ha demostrado que las estructuras coherentes desempeñan un papel importante. El libro presenta cuatro revisiones generales experimentales, numéricos, teóricas y aspectuales en los vórtices 2D.
- Barrow, John; Ruelle, David; Ehlers, Jürgen, eds. (1991). The Physical Universe: The Interface Between Cosmology, Astrophysics and Particle Physics: Proceedings of the XII Autumn School of Physics Held at Lisbon, Portugal, 1-5 October 1990. pp. 312. ISBN 9783540475446.
  - Este libro contiene una selección de artículos de encuesta y de seminarios sobre "cosmología de alta energía". Se incluyen contribuciones sobre temas que van desde la cosmología clásica, la estructura a gran escala y la nucleosíntesis primordial hasta la cosmología cuántica, abarcando tanto los aspectos teóricos como las observaciones más importantes.
- Ehlers, Jürgen (1979). Isolated Gravitating Systems in General Relativity, Varenna on Lake Como, Villa Monastero, 28th June-10th July 1976. pp. 497. ISBN 0444853294.
- Ehlers, Jürgen; Friedrich, Helmut, eds. (1994). Canonical Gravity: From Classical To Quantum: Proceedings Of The 117th We Heraeus Seminar Held At Bad Honnef, Germany, 13 17 September 1993. p. 372. ISBN 9783540486657.
  - La búsqueda de una teoría cuántica de la gravedad, una teoría que combine los principios de la relatividad general y la teoría cuántica, ha llevado a algunas de las cuestiones matemáticas y conceptuales más profundas y más difíciles de la física moderna. El presente libro, abordando estas cuestiones en el marco de versiones recientes de la cuantización canónica, siendo el primero en presentar coherentemente los antecedentes para su comprensión. A partir de un análisis de la estructura de los sistemas restringidos y los problemas de su cuantización, se discute la formulación canónica de la relatividad clásica desde diferentes perspectivas y conduce a las aplicaciones recientes de los métodos canónicos para crear una teoría cuántica de la gravedad. El libro pretende hacer accesibles los problemas más fundamentales y estimular el trabajo en este campo.
- Ehlers, Jürgen (1975).  Richtmyer, Robert, ed. Fourth International Conference on Numerical Methods in Fluid Dynamics (Lecture Notes in Physics, 35). pp. 457. ISBN 9783540374169.
- Ehlers, Jürgen; Schäfer, G., eds. (1992). Relativistic Gravity Research: With Emphasis on Experiments and Observations. p. 412. ISBN 9783540474838.
  - 7 artículos legibles proporcionan una visión completa y autónoma de los desarrollos recientes en la investigación de la gravedad relativista. Los temas abordados son: lente gravitacional, problema general relativista del cuerpo-n, efectos observables en el sistema solar, ondas gravitatorias y su detección interferométrica, interferometría de línea de base muy larga, tiempo atómico internacional, medidas de láser lunar, medición de la magnitud gravitomagnética Campo de la Tierra, estrellas de fermión y bosón y agujeros negros con cabello, estrellas de neutrones que giran rápidamente, interferometría de ondas de materia y la prueba de laboratorio de la ley de gravedad de Newton. Cualquier científico interesado en gravedad relativista orientada experimental o observacionalmente leerá el libro con beneficios. Además, es perfectamente adecuado como un texto complementario para cursos sobre la relatividad general y la astrofísica relativista.
- Ehlers, Jürgen; Barner, Gerhard, eds. (1996). Gravitation. p. 216. ISBN 9783860253472.
  - Este texto te enseña a sostener las leyes de la física en el espacio-tiempo plano, predecir órdenes de magnitud, calcular utilizando las herramientas principales de la geometría moderna, predecir todos los niveles de precisión, comprender el marco geométrico de Einstein para la física, explorar aplicaciones, incluyendo púlsares y estrellas de neutrones, cosmología, la geometría de Schwarzschild y el colapso gravitacional y las ondas gravitacionales, probar pruebas experimentales de la teoría de Einstein y abordar temas avanzados como superespacio y geometría cuántica.
- Ehlers, Jürgen; Ford, J.; George, C.; Montroll, E.; Schieve, William; Turner, Jack (1974). Lectures in Statistical Physics: Advanced School for Statistical Mechanics and Thermodynamics Austin, Texas/USA. p. 346. ISBN 9783540380061.
  - Este libro es una introducción a la non-equilibrium statical mechanics, centrándose en la mecánica estática cuántica ya que el mundo microscópico es de lo que se compone.
- Ehlers, Jürgen, ed. (1972). Relativity Theory & Astrophysics: Relativity & Cosmology. p. 289. ISBN 9780821811085.
  - Las conferencias de Banff de 1972 intentaron una exposición sistemática de las ideas que subyacen a los desarrollos recientes en la relatividad general y sus aplicaciones astronómicas a un nivel accesible y útil para los estudiantes graduados que tienen algún conocimiento previo con el tema. Pero no fue posible incluir ningún registro impreso de las conferencias de Peebles sobre la cosmología observacional o de los muchos seminarios estimulantes sobre temas especiales aportados por los participantes. Lo que queda es, sin embargo, una compacta introducción a la teoría de Einstein en su modernidad.
- Ehlers, Jürgen; Lämmerzahl, Claus, eds. (2006). Special Relativity: Will It Survive the Next 101 Years?. pp. 533. ISBN 9783540345220.
  - Después de un siglo de éxito, los físicos sienten la necesidad de investigar los límites de validez de las teorías de base de la relatividad especial. Este libro es el resultado de un seminario especial sobre este tema. Los autores reúnen en un solo volumen una extensa colección de introducciones y revisiones de las diversas facetas involucradas, y también incluye una detallada discusión de aspectos filosóficos e históricos.
- Schneider, Peter; Ehlers, Jürgen; Falco, Emilio (1992). Gravitational Lenses. pp. 560. ISBN 9783540665069.
  - La luz observada desde objetos distantes es desviada por el campo gravitatorio de objetos masivos cercanos a la línea de visión, un efecto predicho por Einstein en su primer artículo que establece la teoría general de la relatividad y confirmado por Eddington poco después. Si la fuente de la luz es suficientemente distante y brillante, y si el objeto que interviene es lo suficientemente masivo y lo suficientemente cerca de la línea de visión, el campo gravitacional actúa como una lente, enfocando la luz y produciendo una o más imágenes brillantes de la fuente . Este libro, por investigadores de renombre en el campo, comienza discutiendo la física básica detrás de las lentes gravitacionales: la óptica del espacio-tiempo curvado. Luego se derivan las ecuaciones apropiadas para predecir las propiedades de estas lentes. Además, presenta evidencia observacional actualizada para lentes gravitacionales y describe las propiedades particulares de los casos observados. Los autores también discuten aplicaciones de los resultados a problemas en cosmología.
- Simms, D.J, (1976).  Hepp, Klaus; Weidenmuller, Hans; Ehlers, Jürgen, eds. Lectures on Geometric Quantization. pp. 166. ISBN 9780387078601.
  - Estas notas se basan en una serie de diez conferencias impartidas por el profesor D. Simms, en las que describe el programa de "cuantificación geométrica" de B. Kostant y J.M. Souriau. El objetivo del programa es encontrar una manera de formular la relación entre la mecánica clásica y el mecánico cuántico en una lenguaje geométrica, como una relación entre variedades simples y espacios de Hilbert.
- Levay, Peter (1997).  Apagyi, Barnabas; Ehlers, Jürgen; Hepp, Klaus; Weidenmuller, Hans; Araki, Huzihiro; Frisch, U.; Beiglbock, W.; Brezin, E.; Wess, Julius, eds. Inverse and Algebraic Quantum Scattering Theory: Proceedings of a Conference Held at Lake Balaton, Hungary, 3-7 September 1996 (Lecture Notes in Physics). pp. 384. ISBN 9783540630210.
  - Este volumen contiene tres temas interrelacionados de la teoría de la dispersión cuántica: teoría de dispersión inversa, teoría de dispersión algebraica y mecánica cuántica supersimétrica. Las contribuciones abarcan cuestiones como inversión de canales acoplados a energía fija, inversión de secciones transversales de dispersión de pion-nucleón en potenciales, inversión en neutrones y reflexión de rayos X, inversión de energía fija tridimensional, inversión de datos de dispersión de electrones afectados por Polarización de dipolos, potenciales nucleón-nucleón por inversión versus teoría de intercambio de mesones, inversión potencial e impurezas sin reflexión en estructuras periódicas, diseño cuántico en espectro, dispersión y control de decaimiento, etc.
- Levay, Peter (1991).  Ruelle, David; Jaffe, Robert; Ehlers, Jürgen; Hepp, Klaus; Beiglbock, W.; Kippenhahn, Rudolph; Toomre, J., eds. Challenges to Theories of the Structure of Moderate-Mass Stars: Proceedings of a Conference Held at the Institute for Theoretical Physics, University of California, Santa Barbara, CA, USA, 19-22 June 1990. p. 414. ISBN 9780387544205.
  - Este libro resume los últimos avances de la heliosismología, incluyendo la medición de la estratificación interna del sol, la evaluación de la sensibilidad de las oscilaciones a las incertidumbres de la física fundamental y el estudio de la velocidad angular y la dinámica de la zona de convección. De particular interés es la estructura del núcleo solar y su relevancia para el problema de los neutrinos. El entendimiento así adquirido permite mirar los problemas relativos a la evolución de las estrellas parecidas al sol que podrían ser abordadas por las técnicas sismológicas.
- De Greve, Jean-Pierre; Ehlers, Jürgen; Hepp, Klaus; Weidenmuller, Hans; Araki, Huzihiro; Frisch, U.; Beiglbock, W.; Blomme, R.; Wess, Julius, eds. (1997). Stellar Atmospheres: Theory and Observations: Lectures Held at the Astrophysics School IX, Organized by the European Astrophysics Doctoral Network (Eadn) in Brussels, Belgium, 10-19 September 1996.. pp. 352. ISBN 9783540634775.
  - La Escuela de Verano 1996 de la Red Europea de Doctorado en Astrofísica trató de las atmósferas de las estrellas, de las diversas teorías que describen su estructura y las interacciones con el interior de las estrellas así como con el ambiente interestelar y las observaciones que apoyan, modificar y contradecir estas teorías. Este volumen tiene como objetivo proporcionar al lector una visión de los problemas relacionados con las atmósferas estelares tanto para las estrellas frías como para las estrellas calientes. Además, ofrece oportunidades para tratar con las tecnologías modernas en el análisis de datos observacionales versus modelos teóricos.
- Yaghjian, Arthur (1992).  Jaffe, Robert; Ehlers, Jürgen; Hepp, Klaus; Weidenmuller, Hans; Araki, Huzihiro; Frisch, U.; Beiglbock, W.; Kippenhahn, Rudolph; Brezin, E., eds. Relativistic Dynamics of a Charged Sphere: Updating the Lorentz-Abraham Model. pp. 115. ISBN 9780387978871.
  - Este libro adopta un enfoque nuevo y novedoso de los problemas centenarios y su solución. El objetivo principal es determinar una ecuación de movimiento para el modelo clásico de Lorentz del electrón que es consistente con las soluciones de causalidad con las ecuaciones de Maxwell - Lorentz. El autor observa entre otras cosas que no se necesita la mecánica cuántica para excluir la solución no física (a la ecuación del movimiento de una carga). De hecho, él muestra por primera vez que la teoría clásica es consistente en sí misma.
- Ehlers, Jürgen; Araki, Huzihiro; Frisch, U.; Kippenhahn, Rudolph; Brezin, E.; Jaffe, Robert; Hepp, Klaus; Weidenmuller, Hans; Beiglbock, W., eds. (1992). Relativistic Dynamics of a Charged Sphere: Updating the Lorentz-Abraham Model. p. 264. ISBN 9780387554907.
  - Los físicos desde Lorentz han considerado el problema de las ecuaciones de movimiento sobre un objeto cargado, principalmente como un problema para la descripción de una partícula fundamental, típicamente un electrón. Este libro considera un objeto macroscópico como un aislador esférico con una carga superficial. Por lo tanto no fue tentado a tomar el punto límite, y así evitó las trampas que han investigado mal en este campo desde el documento de Dirac de 1938.
- Napolitano, M. (1993).  Ehlers, Jürgen; Araki, Huzihiro; Frisch, U.; Kippenhahn, Rudolph; Brezin, E.; Jaffe, Robert; Hepp, Klaus; Beiglbock, W.; Sabetta, F., eds. Thirteenth International Conference on Numerical Methods in Fluid Dynamics. p. 555. ISBN 9780387563947.
  - Los procedimientos de una conferencia sobre métodos numéricos, cálculos y modelización en dinámica de fluidos se concentran en cinco temas: multidimensional upwind, flujos turbulentos, métodos de descomposición de dominio, mallas no estructuradas y visualización de flujo, e incluye trabajos presentados en un taller sobre Esquemas de todos los vértices.
- Hoppe, Jens; Beiglbock, W.; Araki, Huzihiro; Frisch, U.; Hepp, Klaus; Jaffe, Robbert; Kippenhahn, Rudolph; Ehlers, Jürgen (1992). Lectures on Integrable Systems. pp. 110. ISBN 9780387557007.
  - Basándose principalmente en ejemplos explícitos, el autor introduce las técnicas más recientes para estudiar sistemas dinámicos finitos e infinitos. El lector encontrará explicaciones del enfoque de las teorías de campo integrables, de los métodos de transformación espectral y de los solitones. Se proponen nuevos métodos que ayudan no sólo a comprender las técnicas establecidas, sino también en la investigación moderna sobre sistemas dinámicos.
- Ruelle, David; Ehlers, Jürgen; Hepp, Klaus; Weidenmuller, Hans; Araki, Huzihiro; Beiglbock, W.; Kippenhahn, Rudolph; Schweda, M. (1990). Physical and Nonstandard Gauges: Proceedings of a Workshop Organized at the Institute for Theoretical Physics of the Technical University, Vienna, Austria, September 19-23, 1989. p. 310. ISBN 9780387528151.
  - En las teorías de medida, la cuantización sólo puede realizarse en ciertos calibres fijos, pero los indicadores físicos a menudo conducen a complicaciones matemáticas en la teoría. En este volumen los resultados recientes en la fijación de calibre no covariante (incluida la supersimetría) y la renormalizabilidad se discuten exhaustivamente. Es la primera presentación integral de este tema escrita por los principales expertos en la materia.
- Alkofer, Reinhard; Reinhardt, Hugo (1995).  Jaffe, Robert; Ehlers, Jürgen; Hepp, Klaus; Araki, Huzihiro; Frisch, U.; Beiglbock, W.; Brezin, E., eds. Chiral Quark Dynamics. pp. 120. ISBN 9783540601371.
  - Estas notas dan una introducción a la descripción de los hadrones, es decir, mesones y bariones, dentro de un modelo de quarks basado en una teoría del campo cuántico quiralmente invariante. Se hace hincapié en un enfoque didáctico destinado a los estudiantes de posgrado con algún antecedente sobre técnicas funcionales integrales. A partir de QCD se da una motivación de una forma específica de la interacción efectiva de quark. La bosonización integral funcional conduce a una teoría que describe con éxito las propiedades del mesón. Posee soluciones solitónicas que se identifican como bariones. A través de técnicas integrales funcionales se obtiene una ecuación de Faddeev para bariones que las describe como Estados Unidos de un diquark y un quark. Finalmente, se propone una unificación de estas dos imágenes complementarias de bariones.
- Ruelle, David (1970).  Ehlers, Jürgen; Hepp, Klaus; Weidenmuller, Hans, eds. Deutung Des Begriffs Physikalische Theorie Und Axiomatische Grundlegung Der Hilbertraumstruktur Der Quantenmechanik Durch Hauptsatze Des Messens. pp. 473. ISBN 9783662242711.
  - En la mecánica cuántica, desde sus inicios siempre se discutió sobre los problemas planteados en relación con su "interpretación". Incluso hoy en día las preguntas sobre el papel de la conciencia, de acuerdo con la objetividad o subjetividad y la importancia de la llamada "reducción de los paquetes de onda" es discutida. Muchos creen que sólo un cambio de la lógica proposicional clásica a una polivalente "Lógica verdadera de probabilidad" permitirá interpretar la mecánica cuántica. Este libro trata sobre todas estas cuestiones, mostrando dos cosas: que los principios básicos de la mecánica cuántica son conceptualmente borrosos y que la discusión de los problemas físicos, supuestamente, sólo se hizo de manera "filosófica - Mundial de la demostración" con decisiones preliminares.